# Dušan Jovančić
Dušan Jovančić (cirill betűkkel: Душан Јованчић; Belgrád, 1990. október 19. –) szerb labdarúgó, az Asztana FK játékosa.

## Pályafutása

### Borac Čačak
A szerb játékos 2012-ben csatlakozott a Borac Čačak csapatához, miután  Slobodan Ilić klubigazgató felfigyelt tehetségére. 2015. december 2-án a szerb kupa második fordulójaban szerepet kapott a Crvena zvezda, csapata pedig 5–1-s vereséget szenvedett. Négy éven keresztül volt az egyesület tagja, 88 bajnoki mérkőzésen egy gólt szerzett.

### Vojvodina
2016 januárjában kétéves szerződést írt alá a Vojvodina csapatával. 2018-ban további fél évvel meghosszabbította szerződését, így visszautasította a Partizan ajánlatát. 2018 januárjától távozásáig a csapat kapitánya volt.

### Crvena zvezda
2018. május 29-én kétéves szerződést kötött a Crvena zvezda csapatával. Mitchell Donald védekező középpályás helyére érkezett. 2018. november 6-án, a Liverpool ellen 2–0-ra megnyert Bajnokok Ligája-csoportmérkőzésen megsérült.

### Asztana FK
2022. december 16-án az Asztana csapata bejelentette a szerb játékos szerződtetését.

## Magánélete
2020. június 22-én elkapta a koronavírust.

## Sikerei, díjai

### Klubcsapatokban
Crvena zvezda
- Szerb bajnok (2x): 2018–19, 2019–20

 Tobil Kosztanaj
- Kazah bajnok (1x): 2021

### Egyéni
- A Szerb bajnokság álomcsapatának tagja: 2018–19